# Romeo och Julia (målning)
Romeo och Julia (engelska: Romeo and Juliet) är en oljemålning av den engelske konstnären Joseph Wright of Derby. Den målades omkring 1790 och ingår sedan 1981 i Derby Museum and Art Gallerys samlingar.
Den kallas ibland även The Tomb scene då den skildrar slutscenen i William Shakespeares tragedi Romeo och Julia. Julia har just vaknat upp och funnit Romeo liggande död intill sig i familjens krypta. Hon hör steg utanför och uttalar "Yea, noise? Then I'll be brief. O happy dagger!" innan hon tar sitt liv med Romeos kniv.